# Amakihi d'Oahu
L'amakihi d'Oahu (Chlorodrepanis flava) és un ocell hawaià de la família dels fringíl·lids (Fringillidae).

## Descripció
- Fa uns 11 cm de llargària.
- Mascle amb parts inferiors grogues contrastades amb les superiors verdoses.
- Femelles més apagades, amb dues bandes alars.

## Hàbitat i distribució
Endèmic dels boscos de l'illa d'Oahu, a les Hawaii.